# Albuca scabromarginata
Albuca scabromarginata är en sparrisväxtart som beskrevs av De Wild. Albuca scabromarginata ingår i släktet Albuca och familjen sparrisväxter.
Artens utbredningsområde är Kongo-Kinshasa. Inga underarter finns listade i Catalogue of Life.